# Land van Aslan
Het Land van Aslan (Engels: Aslan's Country) is een fictieve locatie uit De reis van het drakenschip, De zilveren stoel en Het laatste gevecht van De Kronieken van Narnia door C.S. Lewis.

## Ligging en geografie
Het Land van Aslan ligt in het uiterste oosten van de wereld van Narnia, achter de Grote Oostelijke Oceaan, achter de Zilveren Zee, de Golf aan het eind van de Zilveren Zee, achter de lucht en de zon, die over Narnia schijnt, zelfs achter het Einde van de wereld. Eigenlijk ligt het Land van Aslan buiten de wereld van Narnia. In dit land woont Aslan.
Het Land van Aslan wordt beschreven als een hoge bergketen, hoger dan alle bergketens van de aarde. Vanaf de grond in Narnia is achter de bergen geen stukje van de hemel te zien. Hoewel de bergen hoger zijn dan alle bergen van de wereld ligt op deze bergen geen sneeuw. De bergen zijn warm en groen, vol met bossen en watervallen. Vanaf deze bergen komt een heerlijke geur en muziek die het hart doet breken, niet van verdriet maar van blijdschap. 
Boven op de berg, waar het vlak is, ligt een bos. In dit bos groeien alleen grote bomen, geen struiken. Op de grond van het bos ligt een laag mos. De bomen staan een eind uit elkaar en groeien tot aan de rand van het gebergte, waar het steil naar beneden afloopt. In het bos zijn veel gekleurde vogels die zingen. Maar ondanks dit zingen is het in het bos erg stil, een eenzame stilte. Boven op de berg loopt maar één rivier.

## De reis van het drakenschip
Hierin maakt Caspian met zijn schip De Dageraad een reis naar het Einde van de wereld. Zelf komt hij niet zo ver want Aslan verhindert hem verder te gaan. Hij moet Edmund, Lucy en Eustaas en vooral Rippertjiep verder laten gaan. Rippertjiep gaat over de Golf aan het einde van de Zilveren Zee heen en komt aan in het Land van Aslan. Er wordt niets meer van hem vernomen. Edmund, Lucy en Eustaas zien het Land van Aslan van een afstand maar komen er niet in. Ze ontmoeten Aslan, in de gedaante van een Lam, en worden door een gat in de lucht naar onze wereld teruggestuurd.

## De zilveren stoel
Dit verhaal start en eindigt op het Land van Aslan. Als Jill gepest wordt vlucht ze samen met Eustaas door een deur waardoor ze ineens in het Land van Aslan zijn. Door het stoer doen van Jill valt Eustaas van de berg waarna Jill in huilen uitbarst. Zij gaat op zoek naar water en loopt bij de enige rivier tegen Aslan op, die haar opdrachten geeft en van de berg afblaast, over de zee, helemaal tot in Narnia.
Als ze terugkomen zijn ze samen met het lichaam van Caspian waar deze ligt op de gouden oever van het riviertje, dat zo helder is als glas. Door het bloed van Aslan komt deze weer tot leven. De kinderen gaan vandaaruit terug naar Engeland.

## Het laatste gevecht
Hierin komt het Land van Aslan in het einde voor. Als Lucy en Tumnus in de tuin kijken zien ze in de tuin nog een Narnia liggen. Het land van Aslan ligt om het ware Narnia in het ware Narnia heen. Het is ook de verbinding naar alle andere ware landen, zoals het ware Engeland. Zoals in het Woud tussen de Werelden het mos om de vennen ligt, zo ligt het land van Aslan om alle andere werelden.